# Panchaea
Panchaea, en grec Παγχαΐα, aussi Panchée ou Panchaia, est une île du monde connu des anciens, peut-être imaginaire, dans la mer Érythrée, près de la côte de l’Arabie heureuse.

## Dans l'Antiquité
Elle est rapportée par Évhémère, qui affirme y avoir fait un séjour enchanteur. Sa description figure dans son ouvrage L'Écriture sacrée, aujourd'hui perdue, mais dont des extraits furent repris postérieurement par plusieurs auteurs. Ainsi, Diodore de Sicile reprend sa description de l'île dans les tomes V et VI de sa Bibliothèque historique. Ce sixième tome est également perdu, mais le passage concernant l'île nous est connu grâce à Eusèbe de Pamphile, qui l'évoque dans La préparation évangélique. Le cinquième tome explique que l'île fait partie d'un ensemble de trois îles près de l’Arabie heureuse. La première, appelée l'île Sacrée, produit peu de fruits, mais quantité d'encens et de myrrhe. Elle est distante de sept stades de la seconde, Panchaia. Elle est aussi éloignée de trente stades de la troisième île, située à l'est, d'où les Indes sont à peine visibles de très loin.
L’existence ou tout au moins la situation exacte de cette île, habitée par des Indiens, des Scythes et des Crétois, appelés collectivement Panchéens, est contestée. Plusieurs auteurs antiques contestèrent la véracité du récit d’Evhémère. Dans ses Histoires (IIe siècle av. J.-C.), Polybe estime le récit d'Évhémère faux, mais plus crédible que celui de l'explorateur grec Pythéas. Strabon reprend cette opinion dans sa Géographie (écrite entre 20 av. J.-C. et 23 apr. J.-C.). Dans sa diatribe Isis et Osiris, Plutarque traite carrément Evhémère d'imposteur, soulignant que personne d'autre que lui n'a abordé cette fameuse île. 
D’après Pomponius Méla dans son De situ orbis (Ier siècle), les Panchéens habitaient, non pas une île, mais une contrée située sur la côte de la mer Érythrée, au delà du golfe Arabique. Ce peuple est qualifié d'ophiophage car se nourrissant de serpents.
L'île est évoquée par Lygdamus dans la troisième de ses élégies. Virgile y fait allusion dans ses Géorgiques (terminé en -29).

## Après l'Antiquité
Dans les temps modernes, quelques géographes croient retrouver Panchæa dans l’île Massera, sur la côte orientale de l’Arabie, au sud du cap Rasalgat.

## Source
- « Panchaea », dans Pierre Larousse, Grand dictionnaire universel du XIXe siècle, Paris, Administration du grand dictionnaire universel, 15 vol., 1863-1890 [détail des éditions].
- Diodore de Sicile, Bibliothèque historique